# Macromedia
Macromedia Inc. — колишній виробник програмного забезпечення з Сан-Франциско, Каліфорнія. 2005-го року викуплена фірмою Adobe, сума угоди склала 3,4 мільярди доларів США.

## Історія
Заснована 1992-го року шляхом злиття Authorware (виробник програмного забезпечення Authorware) і MacroMind-Paracomp (виробник Macromind Director).
Director, інтерактивний мультимедійний авторський інструмент, який використовувався для створення презентацій, анімації, CD-ROM та інформаційних кіосків, слугував флагманським продуктом Macromedia до середини 1990-х років. Авторське програмне забезпечення було основним продуктом Macromedia на ринку інтерактивного навчання. Коли Інтернет перетворився з університетського дослідницького середовища на комерційну мережу, Macromedia почала працювати над тим, щоб зробити свої існуючі інструменти доступними в Інтернеті та розробити нові продукти, такі як Dreamweaver. Macromedia створила Shockwave, плагін режисера-переглядача для веб-браузерів. Перше відтворення мультимедіа в браузері Netscape було здійснено за допомогою плагіна Director. У жовтні 1995 року Macromedia ліцензувала мову програмування Java компанії Sun. До 2002 року Macromedia випускала понад 20 продуктів і мала 30 офісів у 13 країнах світу.

## Продукти
- Macromedia Flash
- Macromedia Dreamweaver
- Macromedia HomeSite

Інші продукти: Breeze, Flex, ColdFusion, Director, Authorware, FreeHand, Fireworks, Contribute, Robohelp, Captivate, Shockwave, JRun, Flash Communication Server, Flashpaper, Fontographer, Central, FlashCast, Web Publishing System, xRes.